# The Best (album, Ani Lorak)
The Best je album ukrajinské zpěvačky Ani Lorak, které vydala v roce 2010 a jedná o zatím poslední album této zpěvačky. Zahrnuje 20 nejlepších písní, z nichž mnohé jsou hity.

## Seznam písní
1. Солнце
2. С первого взгляда
3. Расскажи
4. Три звичних слова
5. Там, де ти є (akustická verze)
6. Увлечение (duet s Timurom Podrigezom)
7. А дальше…
8. Я с тобой
9. Мой ангел
10. Мрій про мене
11. Верни мою любовь (duet s Valeriem Meladze)
12. Небеса-ладони
13. Я вернусь
14. Авто
15. Зеркала
16. Я стану морем
17. Чекаю
18. Мої бажання
19. Полуднева спека
20. Shady Lady